# Hey! (Julio Iglesias)
Hey! è un album in studio del cantante spagnolo Julio Iglesias, pubblicato nel 1980.

## Tracce
1. Por Ella
2. Amantes
3. Morriñas
4. Viejas Tradiciones
5. Ron Y Coca Cola
6. Hey
7. Un Sentimental
8. Paloma Blanca
9. La Nave Del Olvido
10. Pajar Chogüi
11. Seje morfar er sej